# L'Envol des Boréades

L'Envol des Boréades est le quatrième épisode de la série Atalante de Crisse.

## Synopsis
Jason et les Argonautes sont contraints de s’arrêter à Salmydessos, afin d'obtenir des provisions pour la suite de leur odyssée. Cependant, Phinée, le roi de la ville ne peut satisfaire la demande de Jason, car la nourriture est régulièrement pillée à cause d'une malédiction : les harpies, horrible créature mi-femme mi-oiseau, s’attaquent aux habitants pendant leur repas, afin de les affamer.
Les Boréades (Calaïs et Zétès) proposent au roi de tendre un piège aux harpies, afin de les détruire une bonne fois pour toutes, mais le piège se referme sur eux et les Boréades sont capturés sous les yeux des Argonautes. Ils sont emmenés dans la cité d’Eolgos, inaccessible pour les humains. Le seul moyen d’y pénétrer, c’est de pouvoir voler. Or seuls les chevaux ailés de l’île de Miramax, extrêmement difficiles à trouver, ont ce pouvoir. Atalante et Héraclès suivent donc les indications du Pikitos, qui connaît la position de l’île…

## Autour de l'album
- Cet album constitue la première partie d'un diptyque centré sur les harpies.
- De nombreuses créatures mythologiques y font leur apparition : gorgones, griffon, chimère, chevaux ailés et taureau ailé.
- La première version de la couverture faisait apparaître Atalante sur un cheval ailé, avec le palais d'Eolgos en arrière-plan au coucher du soleil, mais l'éditeur n'a pas validée cette couverture.